# Saprinus bousaadensis
Saprinus bousaadensis är en skalbaggsart som beskrevs av Rolf Martin Theodor Dahlgren 1974. Saprinus bousaadensis ingår i släktet Saprinus och familjen stumpbaggar. Inga underarter finns listade i Catalogue of Life.